# Larry Bossidy
Lawrence A. Bossidy (* 5. März 1935 in Pittsfield, Massachusetts; † 22. Juli 2025) war ein US-amerikanischer Manager und Autor.

## Leben
Nach dem Besuch der High School studierte er Volkswirtschaftslehre an der Colgate University (Bachelor of Arts 1957). Er war Mitglied der Delta Kappa Epsilon. Bossidy erhielt später ein Ehrendoktorat (Doctor of Humane Letters) von seiner Alma Mater. Er arbeitete dann bei General Electric. Von 1979 bis 1981 war er CEO der General Electric Credit Corporation. Von 1991 bis 1999 war er Chairman und CEO von AlliedSignal Corporation. 1999 wurde er Chairman der Honeywell Corporation. Von 1997 bis 1999 war er auch Chairman der Business Council. 2002 war er Mitautor (zusammen mit Ram Charan) des Bestsellers Execution: The Discipline of Getting Things Done. Bis 2007 war er Direktor bei Merck & Co. Er lebte in Ridgefield, Connecticut.

## Auszeichnungen
- 2001: ISSSP Premier Leader Award

## Publikationen
- mit Ram Charan: Execution: The Discipline of Getting Things Done. Crown Business, New York 2002, ISBN 0-307-88912-2. (dt. Managen heißt Machen: die Kunst, Projekte abzuschließen, Pläne umzusetzen und bis zum Schluss durchzuhalten)
- mit Bin Zhang und Li Zhang: Human-resource-Managements in China : der Einfluss des Eintritts in die WTO und seine Konsequenzen. VDM, Müller, Saarbrücken 2007, ISBN 978-3-8364-0241-5.